# 凯文·罗伯逊
凯文·罗伯逊（英語：Kevin Robertson，1959年2月8日—），生于密西西比州比洛克西，美国男子水球运动员。他曾代表美国国家队参加1984年和1988年夏季奥林匹克运动会水球比赛，获得二枚银牌。